# Pareledone charcoti
Pareledone charcoti är en bläckfiskart som först beskrevs av Louis Joubin 1905.  Pareledone charcoti ingår i släktet Pareledone och familjen Octopodidae. Inga underarter finns listade i Catalogue of Life.